# Pascal Schall
Pascal Schall est un footballeur français né le 3 novembre 1959 à Strasbourg. Il a évolué comme attaquant à Valenciennes. Il mesure 1,80 m.

## Carrière de joueur
- 1976-1978 :  CSO Amnéville (Division 3, DH Lorraine)
- 1978-1982 :  US Valenciennes-Anzin (Division 1)
- 1982-1983 :  SC Abbeville (Division 2)
- 1983-1984 :  FC Villefranche Beaujolais (Division 2)
- 1984-1986 :  Angers SCO (Division 2)
- 1986-1987 :  AS Saint-Priest (Division 3)

## Source
- Col., Football 82, Les Guides de l'Équipe, 1981, cf. page 46.